# Venda direta
Venda direta é um sistema de comercialização de produtos e serviços voltado diretamente aos consumidores, sem nenhum tipo de estabelecimento comercial fixo.

## Brasil
No Brasil, existem mais de 4 milhões de vendedores cadastrados, movimentando R$ 50 bilhões em 2011. A associação de empresas de Vendas Diretas no Brasil é a ABEVD. 